# Mark Foley

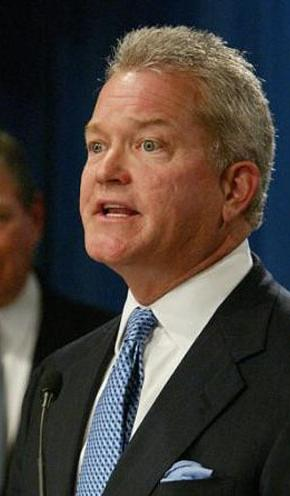
Mark Foley

Mark Adam Foley (* 8. September 1954 in Newton, Massachusetts) ist ein US-amerikanischer Politiker. Bis zum 29. September 2006 saß er als republikanischer Abgeordneter für den 16. Kongresswahlbezirk des Bundesstaates Florida im US-Repräsentantenhaus.

## Politische Karriere
Foley besuchte die Lake Worth High School in Lake Worth (Florida) und absolvierte von 1973 bis 1975 das Palm Beach Community College, ebenfalls in Lake Worth. Er machte sich zunächst als Geschäftsmann selbständig und war 1977 City Commissioner sowie von 1983 bis 1984 stellvertretender Bürgermeister von Lake Worth. In den Jahren von 1990 bis 1992 gehörte er dem Repräsentantenhaus von Florida und von 1993 bis 1995 dem Senat von Florida an.
Im Jahre 1994 wurde Foley erstmals für die Republikaner in das Repräsentantenhaus der Vereinigten Staaten gewählt. Er erhielt damals im Duell gegen seinen demokratischen Gegenkandidaten John Comerford 58 % der Stimmen. 1996 wurde er mit 64 % gegen den Kandidaten Jim Stuber gewählt; 1998 gewann er die Wahl ohne Gegenkandidaten. Im Jahr 2000 siegte er gegen die Demokratin Jean Elliott Brown und John McGuire von der Reform Party. Bei der Wahl 2002 erzielte er 78 % der Stimmen und 2004 nochmals 68 %.
Im Repräsentantenhaus gehörte Foley zu den Kämpfern gegen Kinderpornografie und sexuellen Missbrauch. So geht unter anderem auf ihn ein Gesetz zurück, welches ehrenamtlichen Jugendorganisationen wie den Boy Scouts of America Zugriff auf FBI-Daten gab, um die Kinder in diesen Organisationen besser zu schützen.

## Gerüchte um Foley
Bereits im Jahr 2003 gab es erstmals das Gerücht, dass Foley möglicherweise homosexuell sei und bereits seit einigen Jahren eine Beziehung mit einem Mann habe. Das Thema wurde von anderen Medien, so unter anderem der New York Press aufgegriffen. In einer Pressekonferenz betonte Foley, seine sexuelle Orientierung sei unwichtig – eindeutig dementiert wurde das Gerücht von ihm jedoch nie.
Am 29. September 2006 tauchte in der Presse ein Chat-Protokoll auf, das ein im Februar 2003 geführtes Gespräch eindeutig sexuellen Inhalts mit einem damals 17-jährigen ehemaligen Büroboten im Kongress wiedergibt. Foley, der sich selbst stets für den Schutz von Kindern und gegen Kinderpornografie eingesetzt hatte, zog die Konsequenzen und trat zurück. Selbst Parteifreunde Foleys werteten das Geschehene als großen Skandal und Imageschaden für die Republikaner. Ein Verfahren wegen Verstoßes gegen das Internet-Kinderpornografiegesetz wurde eingestellt. Ein Justizsprecher kritisierte, dass Foley und der Kongress nicht mit den Ermittlungsbehörden von Florida zusammengearbeitet hätten. So erhielten die Ermittler etwa keinen Zugriff auf die Computer-Dateien des Kongresses.

## Trivia
Das Debütalbum Curses der walisischen Band Future of the Left aus dem Jahre 2007 beinhaltet das Lied Manchasm, in welchem der Skandal als Beispiel für Doppelmoral besungen wird. Das Lied wurde im Jahre 2008 auch als Single veröffentlicht.